# Parijse metrolijn 9
De Parijse metrolijn 9 is met zijn lengte van 19,57 kilometer een van de langste metrolijnen van Parijs. Deze lijn gaat van Pont de Sèvres naar Mairie de Montreuil. De lijn blijft over zijn gehele lengte onder de grond en wordt geëxploiteerd met treinen van het type MF 67 en MF 2000.

## Geschiedenis
- 8 november 1922: Eerste opening, een verbinding tussen Trocadéro en Exelmans
- 27 mei 1923: 1e Verlenging in noordoostelijke richting tot Saint-Augustin
- 3 juni 1923: 2e Verlenging in noordoostelijke richting tot Chaussée d'Antin — La Fayette
- 29 september 1923: Verlenging in zuidwestelijke richting tot Porte de Saint-Cloud
- 13 juni 1928: Verlenging in oostelijke richting tot Richelieu — Drouot
- 10 december 1933: Verlenging in oostelijke richting tot Porte de Montreuil
- 3 februari 1934: Verlenging in zuidwestelijke richting tot Porte de Saint-Cloud
- 14 oktober 1937: Verlenging in oostelijke richting tot Mairie de Montreuil

Pont de Sèvres · 
Billancourt · 
Marcel Sembat · 
Porte de Saint-Cloud · 
Exelmans · 
Michel-Ange - Molitor · 
Michel-Ange - Auteuil · 
Jasmin · 
Ranelagh · 
La Muette · 
Rue de la Pompe · 
Trocadéro · 
Iéna · 
Alma - Marceau · 
Franklin D. Roosevelt · 
Saint-Philippe du Roule · 
Miromesnil · 
Saint-Augustin · 
Havre - Caumartin · 
Chaussée d'Antin - La Fayette · 
Richelieu - Drouot · 
Grands Boulevards · 
Bonne Nouvelle · 
Strasbourg - Saint-Denis · 
République · 
Oberkampf · 
Saint-Ambroise · 
Voltaire · 
Charonne · 
Rue des Boulets · 
Nation · 
Buzenval · 
Maraîchers · 
Porte de Montreuil · 
Robespierre · 
Croix de Chavaux · 
Mairie de Montreuil